# كارل حانفت
كارل حانفت (بالألمانية: Karl Hanft)‏ هو ممثل نمساوي، ولد في 25 يوليو 1904 بفيينا في النمسا، وتوفي في 2 فبراير 1982 بميونخ في ألمانيا.

## وصلات خارجية
- كارل حانفت على موقع IMDb (الإنجليزية)
- كارل حانفت على موقع ألو سيني (الفرنسية)
- كارل حانفت على موقع قاعدة بيانات الفيلم (الإنجليزية)
- كارل حانفت على موقع كينوبويسك (الروسية)